# 藤原敏男 対 西城正三戦
藤原敏男 対 西城正三戦（ふじわらとしお たい さいじょうしょうぞうせん）は、キックボクシングの試合。開催年月日：1973年3月29日、会場：後楽園ホール、主催：全日本キックボクシング協会。

## 概要
全日本キックボクシング協会が、プロボクシングから転向してきた選手と同協会所属のキックボクサーを対戦させ、“夢の対決・第二弾”と銘打たれて興行した。WBAフェザー級チャンピオンだった西城正三はキックボクシング16戦で15勝（13KO）1分けを経て、ライト級チャンピオンの藤原敏男とマッチメイクされた。
そもそも同年3月1日に“夢の対決”として、ボクシング東洋バンタム級チャンピオンから転向した金沢和良とキックボクシングの島三雄の試合と、ダブルメインイベントとして組まれており、島は2回ノックアウトで金沢に勝ったが、“藤原敏男 対 西城正三戦”は延期されて、29日の開催に至っている。

## 試合
1Rからローキックを効かせた藤原敏男が3Rに西城正三のセコンドからのタオル投入を呼び込み、3Rテクニカルノックアウトで藤原が完全勝利した。セコンドを務めていた西城の実兄・正右の行為は観客を騒然とさせ、リングに物が投げ込まる事態に陥った。解説の大沢昇も西城側の対応に疑問を抱き、非難している。

## 経緯
西城正三のキックボクシング転向が1972年4月5日付のスポーツニッポンで「西城キック転向 第1戦は王者・沢村忠を希望」と報じられ、西城の所属する協栄プロモーション代表の金平正紀と、TBSテレビの運動部長・森忠大の間で極秘に進められてきた。TBSは「第二の沢村忠」「沢村忠に次ぐキックのニュースター」というポジションを西城に用意するが、金平の目論見を察知した沢村のプロモーター・野口修による猛反撃で想定外の出来事が次々に起こり、YKKアワー キックボクシング中継登場の内約は反古となった。テレビが付かない状況で各地を転戦した西城を擁する協栄は、程なく東京12チャンネルと契約を結ぶに至る。
漁夫の利を得た東京12チャンネルは、自社のコンテンツである全日本キックボクシング協会のエースに西城正三を据えようと企図したのである。沢村忠を擁する日本キックボクシング協会に後塵を拝していた全日本キックにとって、WBAフェザー級チャンピオンを5度防衛している実績と人気に天性の甘いマスクもある西城の加入は願ってもないものだった。
全日本キックボクシング協会のコミッショナーである石原慎太郎は「さきに国際式ボクシングから引退したSS（西城正三）を第二のST（沢村忠）に仕立てて稼ぎたいので、どうか了承してほしい」と東京12チャンネルから理解を求められるが、「それでいくならコミッショナーを辞め、記者会見でその理由についても言及する」と返答。キックボクシングを“マッハのスポーツ”と定義し、ボクシング同様純然たるスポーツとして見ていた石原はフェイクなど、もってのほかだった。

## 評価
細田昌志は「ボクシングの世界王者だった西城正三が純粋なキックボクサーの藤原敏男に敗れたというだけのことではなく、『作られたスターでも真剣勝負の前では呆気なく敗れる』という、これまでキック界の通弊だった“沢村忠的世界観”の敗北であった。同時に真剣勝負を前提とする、現在のキックボクシングの競技化の第一歩だったと見ていい」と評している。